# Ди Терлицци, Вито
Вито ди Терлицци (итал. Vito Di Terlizzi; 7 августа 1930, Бари — 15 апреля 2021, Бари) — итальянский легкоатлет, выступавший в марафонском беге. Участник летних Олимпийских игр 1960 года.

## Биография
Вито ди Терлицци родился 7 августа 1930 года в итальянском городе Бари.
Выступал в легкоатлетических соревнованиях за «Ландольфи» из Мольфетты. В 1955 году завоевал серебро чемпионата Италии в марафонском беге.
В 1958 году на чемпионате Европы в Стокгольме занял 13-е место в марафоне с результатом 2 часа 31 минута 9,0 секунды.
В 1960 году вошёл в состав сборной Италии на летних Олимпийских играх в Риме. Выступал в марафонском беге, но не смог завершить дистанцию.
Умер 15 апреля 2021 года в Бари.

## Личный рекорд
- Марафон — 2:31.09,0 (24 августа 1958, Стокгольм)[2][3]